# Carlos II de España

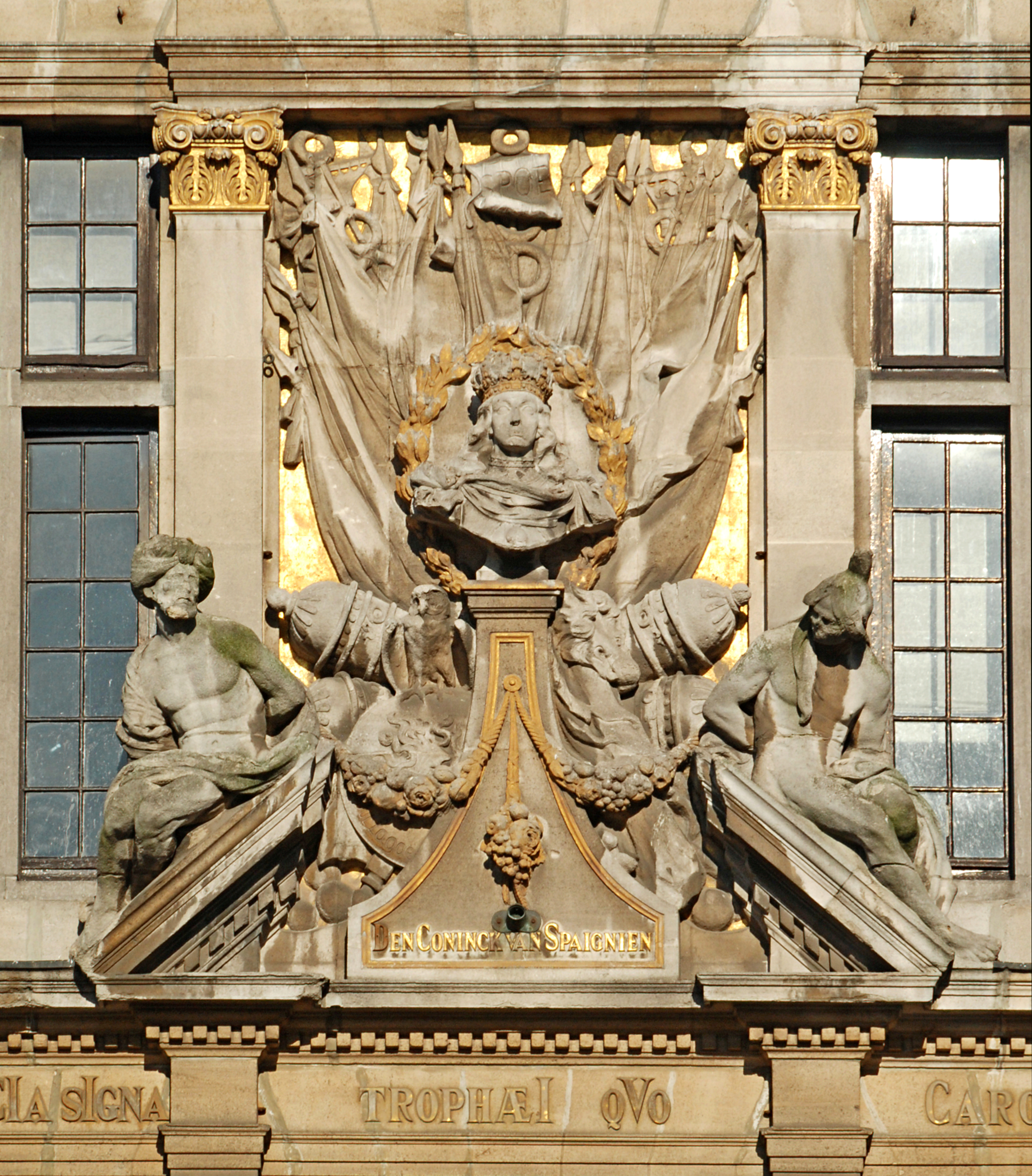
Triunfo de Carlos II
en la Grand-Place de Bruselas.

Carlos II de España, llamado «el Hechizado» (Madrid, 6 de noviembre de 1661-Madrid, 1 de noviembre de 1700), fue rey de España entre 1665 y 1700.El último monarca de la Casa de Habsburgo, que había gobernado España desde 1516, murió sin dejar descendencia, lo que llevó a un conflicto internacional respecto a la cuestión de su sucesor.
Hijo y heredero de Felipe IV y de Mariana de Austria, se convirtió en rey a la edad cuatro años, permaneciendo bajo la regencia de su madre hasta que alcanzó la mayoría de edad en 1675. Por razones que son aún motivo de debate, Carlos sufrió periodos de mala salud a lo largo de toda su vida. Esto hizo de la cuestión de su sucesión un asunto central en la diplomacia europea durante gran parte de su reinado. El historiador británico John Langdon-Davies escribió al respecto que: «[...] desde el día de su nacimiento, estaban esperando por su muerte».
Aunque su sobrenombre le vino posteriormente de la atribución de su lamentable estado físico a la brujería e influencias diabólicas, es probable que los sucesivos matrimonios consanguíneos de la familia real ocasionaran sus graves problemas de salud, con síntomas como musculatura débil e infertilidad. Algunos historiadores han sugerido que el heredero padecía síndrome de Klinefelter. Para otros investigadores, Carlos II padecía el síndrome X frágil, caracterizado por un fenotipo característico, fácilmente identificable en los distintos retratos del monarca. Este síndrome responde a una mutación genética del cromosoma X y suele asociarse a discapacidad intelectual, problemas emocionales, sociales y del lenguaje. Como fuese, todo ello acarreó un grave conflicto sucesorio, al morir sin descendencia y extinguirse así la rama española de los Habsburgo.
Durante la regencia de su madre, el gobierno estuvo ocupado luchando contra las ambiciones del rey francés Luis XIV en los Países Bajos españoles, y contra intrigas al interior de la corte que involucraban a la reina, su confesor jesuíta Juan Everardo Nithard, a su subsiguiente favorito Fernando de Valenzuela, y al medio hermano ilegítimo del rey Juan José de Austria. Durante su reinado, se puede hablar propiamente de dos fases: la primera caracterizada la resistencia a la política expansionista de Luis XIV, que concluyó con el Tratado de Rijswijk en 1697; y la segunda, correspondiente a sus últimos tres años de gobierno, dominada por el problema de su sucesión, en tanto que  para entonces ya era claro que Carlos no tendría hijos.
Los dos candidatos principales a sucederlo fueron el archiduque Carlos, de los Habsburgo austríacos, y Felipe de Anjou, de 16 años de edad, nieto de María Teresa de Austria y Luis XIV de Francia. En medio del conflicto, Carlos defendió obstinadamente la majestad de la corona y se dedicó a preservar su integridad territorial.
Poco antes de su muerte en noviembre de 1700, Carlos nombró a Felipe como su heredero, pero la adquisición de un Imperio español unido por parte de Francia o de Austria amenazaba el equilibrio europeo de poder. El fracaso a la hora de resolver estos asuntos por medios diplomáticos tuvo como resultado la guerra de sucesión española, entre 1701 y 1714.
A Carlos II se le ha atribuido el inicio de la decadencia española, pero una parte de la historiografía del siglo XXI ha cuestionado tanto esto como la gravedad de la salud del monarca, quien junto a sus hombres, logró mantener intacto el imperio frente al poderío francés de Luis XIV, consiguió una de las mayores deflaciones de la historia, el aumento del poder adquisitivo en sus reinos y la recuperación de las arcas públicas. Por estos logros, María Elvira Roca Barea lo considera un rey desconocido, pero que fue quien comenzó las reformas y logró un bienestar que dilapidaron pronto los Borbones, y autores como Luis Antonio Ribot García dirán de él: «Ni tan hechizado ni tan decadente». En algunas regiones, como Cataluña o Italia, se le ha considerado uno de los mejores reyes españoles.

## Regencia de Mariana de Austria (1665-1675)

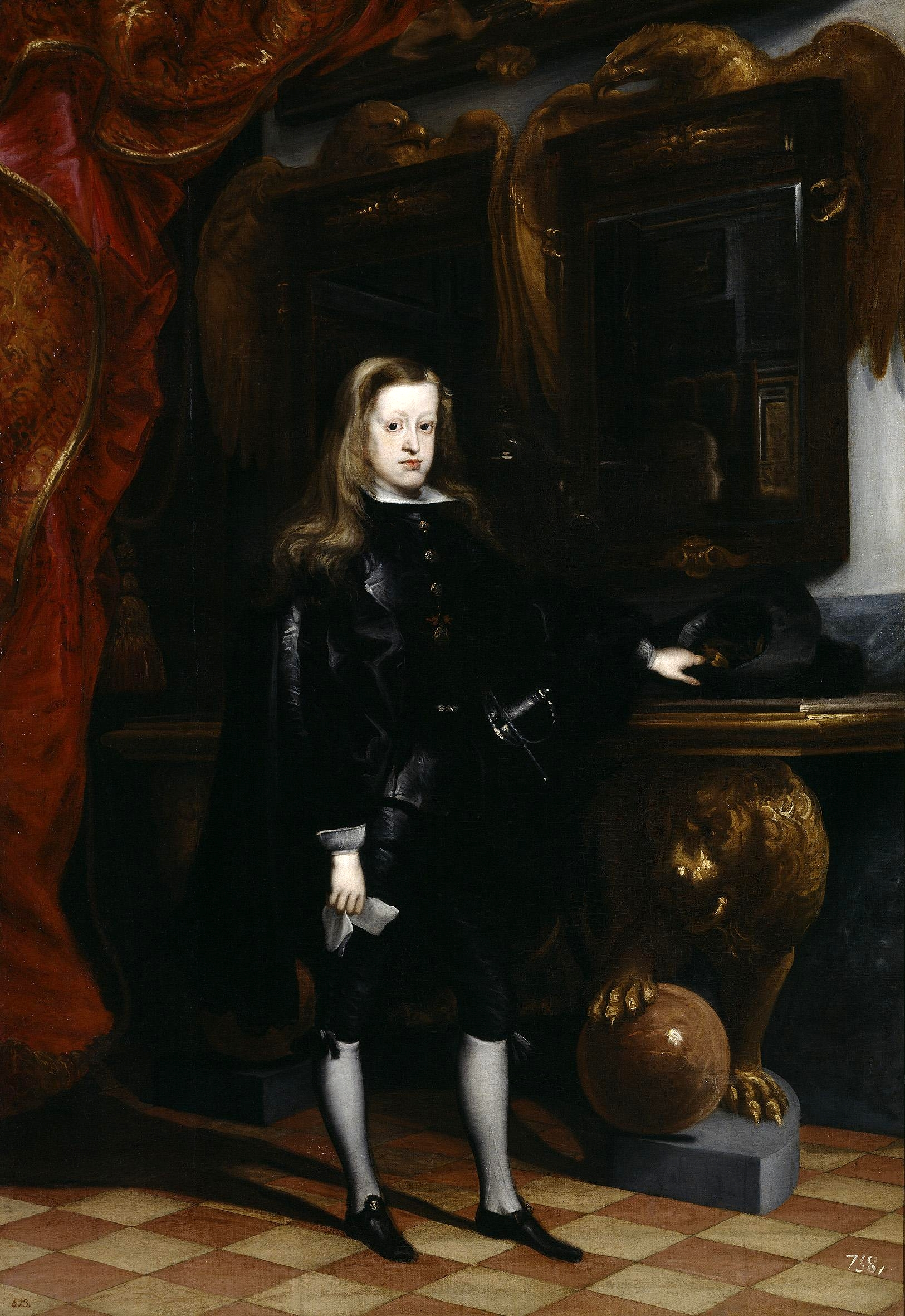
Carlos II en el Salón de los Espejos del Real Alcázar de Madrid, por Juan Carreño de Miranda (c. 1675).

Felipe IV se había casado por primera vez con Isabel de Francia (fallecida en 1644). De esta unión nació un único hijo varón, el príncipe Baltasar Carlos, muerto en 1646, lo que provocó que el rey decidiese casarse en segundas nupcias (1649) con su sobrina, la archiduquesa Mariana de Austria, hija del emperador Fernando III y de María Ana de Austria (hermana de Felipe IV), con el objetivo de asegurar la continuidad dinástica en el trono. De este matrimonio nacieron varios hijos, de los cuales solo sobrevivieron la infanta Margarita Teresa y el último de los hijos varones, Carlos.
El rey Carlos apenas tenía tres años cuando su padre falleció (1665), dejando este establecido en su testamento como regente a su viuda, la reina Mariana de Austria:

[...] nombro por gobernadora de todos mis Reynos estados y señoríos, y tutora del príncipe mi hijo, y de otro qualquier hijo o hija que me hubiere de suceder a la Reyna doña Mariana de Austria mi muy chara, y amada muger con todas las facultades, y poder, que conforme a las leyes fueros, y privilegios, estilos y costumbres de cada uno de los dichos mis regnos, estados y señoríos [...].

La reina sería asistida por una Junta de Regencia formada por seis miembros: el presidente del Consejo de Castilla (García Haro Sotomayor y Guzmán, conde de Castrillo), el vicecanciller del Consejo de Aragón (Cristóbal Crespí de Valldaura), un representante del Consejo de Estado (Gaspar de Bracamonte y Guzmán, conde de Peñaranda), un grande de España (Guillén Ramón de Moncada, marqués de Aytona), el Inquisidor General (cardenal Pascual de Aragón) y el arzobispo de Toledo (cardenal Baltasar Moscoso y Sandoval) como máxima autoridad religiosa en la Monarquía.
Cuando se abrió el testamento de Felipe IV, uno de los miembros de la Junta ya había fallecido: quedaba así vacante el puesto del Arzobispado de Toledo. Su titular, el cardenal Baltasar Moscoso y Sandoval, había muerto solo unas horas antes que Felipe IV. La reina hubo de buscar soluciones y con la intención de dejar vacante el puesto de inquisidor general, obligó a Pascual de Aragón a ocupar el arzobispado de Toledo. De este modo el puesto de inquisidor general quedó libre para ser copado poco después por el máximo confidente de la reina: su confesor el padre Juan Everardo Nithard.

### El valimiento de Juan Everardo Nithard

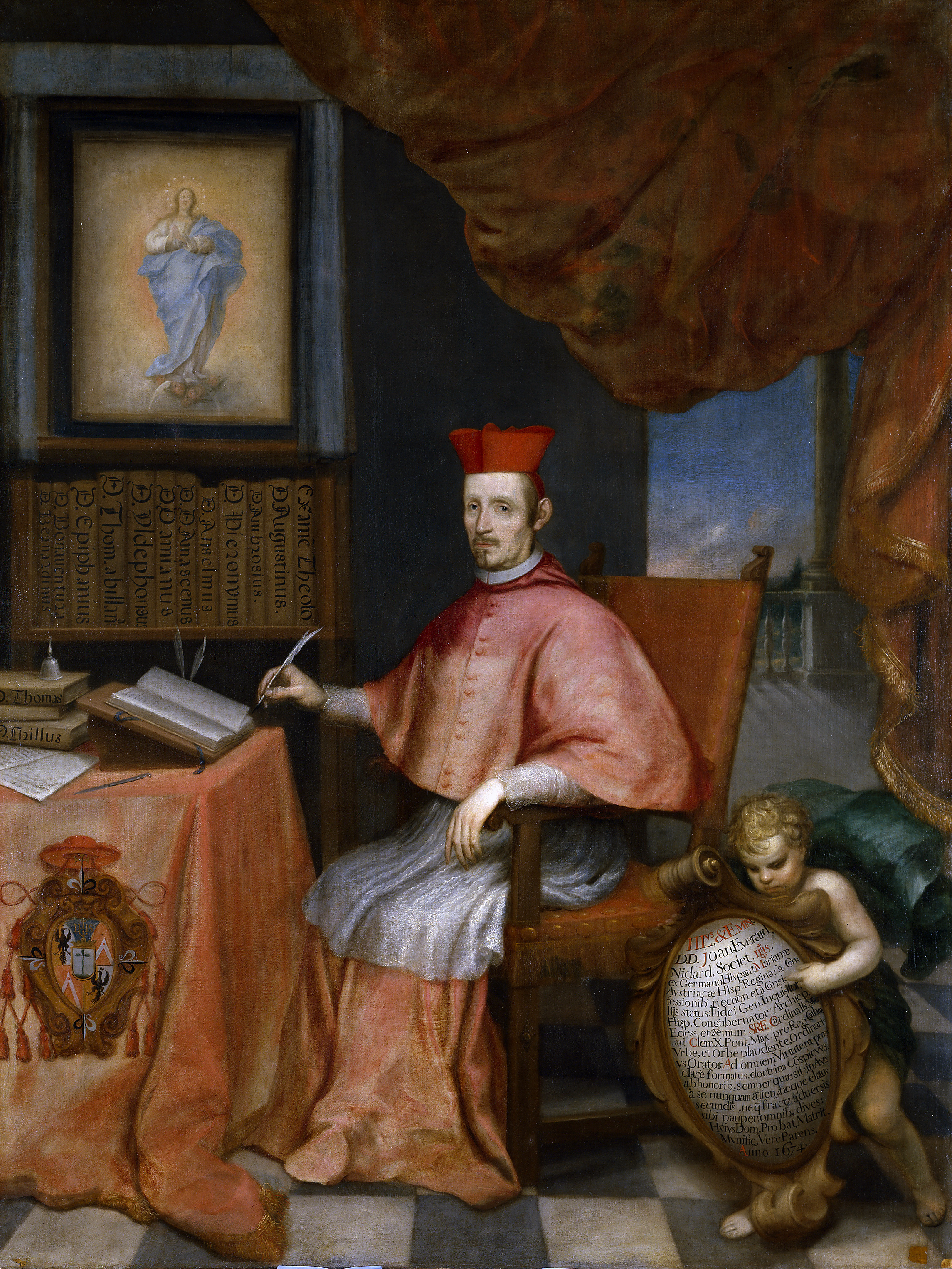
Retrato del cardenal Juan Everardo Nithard, por Alonso del Arco (c. 1674).

La muerte de Felipe IV y la asunción de la regencia por parte de Mariana de Austria hicieron que esta se sintiese de repente sola en medio de la vorágine de acontecimientos que se sucedieron tras el fallecimiento de su marido. Centro de las miradas, blanco de las exaltaciones y de las críticas, la reina viuda requirió el apoyo de su fiel confesor, el padre jesuita Juan Everardo Nithard, que la había acompañado en 1649 a Madrid desde la corte de Viena, y no solo en su vertiente espiritual, sino en la controvertida vertiente política.
Así, el padre Nithard llegó a copar puestos de gran relevancia en la monarquía, actuando como un verdadero "valido" al ser casi la única persona en la que la reina regente depositó su plena confianza. Nithard logró recabar con su ascenso un gran número de odios tanto en los círculos políticos como en los religiosos; y es que el padre jesuita no solo entró a formar parte del Consejo de Estado en enero de 1666 sino que también alcanzó el puesto de Inquisidor General (1666-1669), la cúspide de la gran institución eclesiástica de la monarquía. El encumbramiento del jesuita a tal dignidad jurídico-religiosa no fue en absoluto fácil, pero la reina puso en juego todos los recursos que tuvo a su alcance para conseguir tal cargo para su confesor. En primer lugar, consiguió que el Inquisidor General en funciones, el arzobispo de Toledo, don Pascual de Aragón, renunciara a su puesto y se retirara a su arzobispado, dejando a la vez su puesto en la Junta de Regencia en la que, según el testamento de Felipe IV, debía estar el Inquisidor General.
El segundo paso era el de naturalizar a Nithard, pues un extranjero no podía alcanzar el puesto de Inquisidor General, para lo cual tuvo que ganarse el apoyo de las ciudades castellanas con voto en cortes. En tercer y último lugar, fue necesaria una aprobación papal ya que Nithard, como jesuita no podía aceptar cargo alguno sin el consentimiento del sumo pontífice, debido a las reglas de su compañía. La reina no dudó entonces en dirigirse al papa Alejandro VII para solicitar vehementemente su aprobación del puesto inquisitorial para su confesor. El papa eximió a Nithard de su voto jesuítico que le impedía ejercer cargos políticos, en la bula promulgada el 15 de octubre de 1666; con este último acto el padre jesuita obtuvo el cargo de Inquisidor General que lo convirtió en miembro de la Junta de Regencia.
La nobleza rechazó desde un principio el encumbramiento de Nithard, al que consideraron un advenedizo carente de los merecimientos que ostentaba (y ya destituido y desterrado por el pronunciamiento de Juan José de Austria en 1669, aún ostentó más: fue embajador extraordinario en Roma, obispo de Agrigento y, más tarde, arzobispo de Edesa, además de cardenal (1672) por el papa Clemente X; por justificarse imprimió unas Memorias, París, 1677, antes de fallecer en 1681); y los dominicos, orden opuesta a los jesuitas, se sintieron heridos en su orgullo al observar cómo un jesuita les arrebataba la primacía del confesionario real, así como el gran puesto inquisitorial. Por tanto, la coyuntura política de un momento en el cual el ministro-favorito estaba en decadencia, la baja condición del elegido, la orden a la cual pertenecía, sus muestras de ambición poco acordes con su condición jesuítica y su sospechosa cercanía a la reina, fueron las premisas determinantes de las numerosas críticas que Nithard recibió durante su valimiento.
No obstante, Nithard no tuvo tanta influencia política como se ha pensado, y de hecho despertaron más oposición las circunstancias de su encumbramiento o su condición de jesuita extranjero de baja estirpe y el favoritismo que la reina mostró hacia su persona, que su verdadera gestión al frente de la Monarquía. Nithard se hizo odioso porque taponó las vías de acceso a la reina, hecho del que tampoco fue totalmente responsable, pues Mariana de Austria mostraba suma desconfianza hacia la gran nobleza española y hacia don Juan José de Austria, el máximo enemigo del confesor. El papel de Nithard como político y aun como la más alta autoridad religiosa de la Monarquía fue más bien mediocre, siendo su verdadera influencia difícil de calibrar. Parece que favoreció la inserción de determinados personajes en la Junta de ministros, fue el ideador de la Guardia Chamberga, etc., pero sus votos en el Consejo de Estado, de carácter más teológico que político, no siempre fueron atendidos. Por otra parte, Nithard tampoco supo procurarse una red de poder que lo mantuviera en su valimiento; muy al contrario, en los tres años en los que disfrutó de la cercanía de la reina, fue ganando enemigos hasta que fue expulsado con la esperanza de que su lejanía calmara la tormentosa situación política.

### El conflicto entre don Juan José de Austria y Nithard: La caída del valido

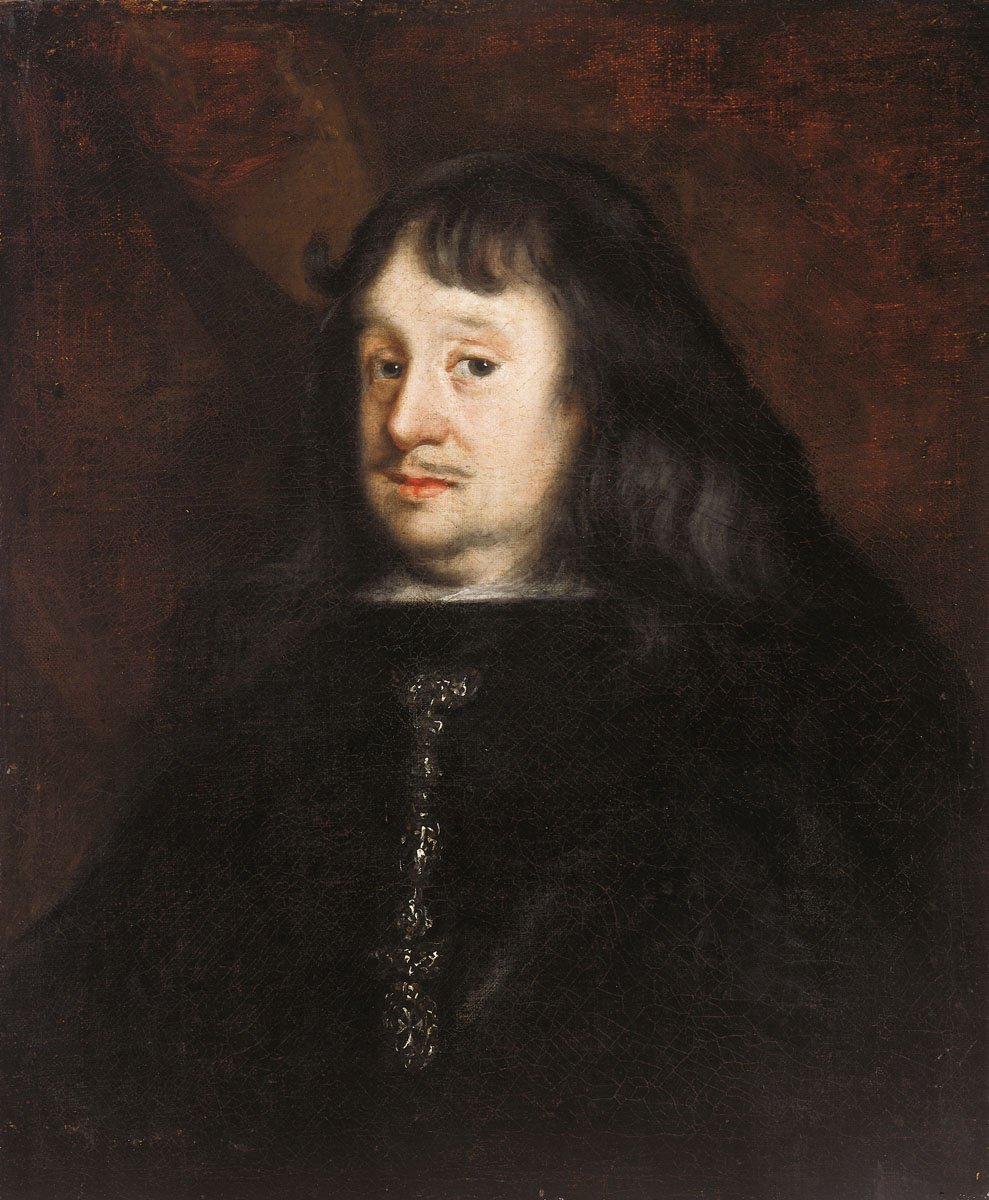
Retrato de Juan José de Austria (1678), por Juan Carreño de Miranda.

Entre 1665 y 1668, Juan José de Austria, hijo bastardo de Felipe IV y, por tanto, medio hermano de Carlos II, luchó denodadamente por conseguir un puesto de relevancia en la Corte, visiblemente desgastado por sus continuadas campañas militares en Italia, Cataluña, Flandes y Portugal, hasta el punto de presentarse con sus hombres a las puertas de Madrid al grito de "Viva el rey. Muera el mal gobierno".
Cuando murió Felipe IV, en septiembre de 1665, don Juan tenía 36 años, mientras que su medio hermano, Carlos II, tan solo tres. En su testamento el rey dejó dispuesto lo siguiente (cláusula 37):

Por cuanto tengo declarado por mi hijo a don Juan José de Austria, que le hube siendo casado, y le reconozco por tal, ruego y encargo a mi sucesor y a la Reina, mi muy cara y amada mujer, le amparen y favorezcan y se sirvan de él como de cosa mía, procurando acomodarle de hacienda, de manera que pueda vivir conforme a su calidad, si no se la hubiera dado yo antes de mi muerte.
Testamento de Felipe IV (1982), introducción de Antonio Domínguez Ortiz. Colección Documenta

No obstante, don Juan quedó excluido de todo puesto político de relevancia, sea en la Junta de Regencia que en el Consejo de Estado, lo que provocó en él un gran estado de postración, como así indicaba por escrito a la Reina:

[...] que no se dirá contra lo más sagrado de mi intención si viesen que Su Majestad me cerraba la puerta que Su Majestad que Dios haya [Felipe IV] me abrió para concurrir en los bancos de un Consejo, que es la puerta del toque de la confianza, y el aprecio de los más relevantes vasallos, ¿acaso lo he desmerecido después acá con mi proceder, o se ha visto sombra o asomo que pueda oscurecerlo? No señora, ni esto ha sido, ni puede Vuestra Majestad permitir que me haga un disfavor de este tamaño.
A.H.N., Estado, Libro 873.

A todo esto se unió su malestar, como el de otros muchos grandes y nobles, por el fulgurante ascenso del jesuita Nithard. 
En el terreno político el padre Nithard había cosechado continuos fracasos, tanto en el interior como en el exterior (valga recordar el malestar por la firma del Tratado de Lisboa que reconocía oficialmente la independencia de Portugal). Se ganó también muchas antipatías por haber aconsejado la prohibición de las representaciones teatrales. Por último, las exigencias de dinero para hacer frente a los múltiples problemas planteados, ponían de relieve la incapacidad del confesor, nombrado además cardenal e Inquisidor General (1666-1669), de poner en marcha una política económica eficiente. Además, sus proyectos conducentes al establecimiento de una contribución única y a rebajar los impuestos del consumo no se aceptaron.

## Reinado de Carlos II (1665-1700)

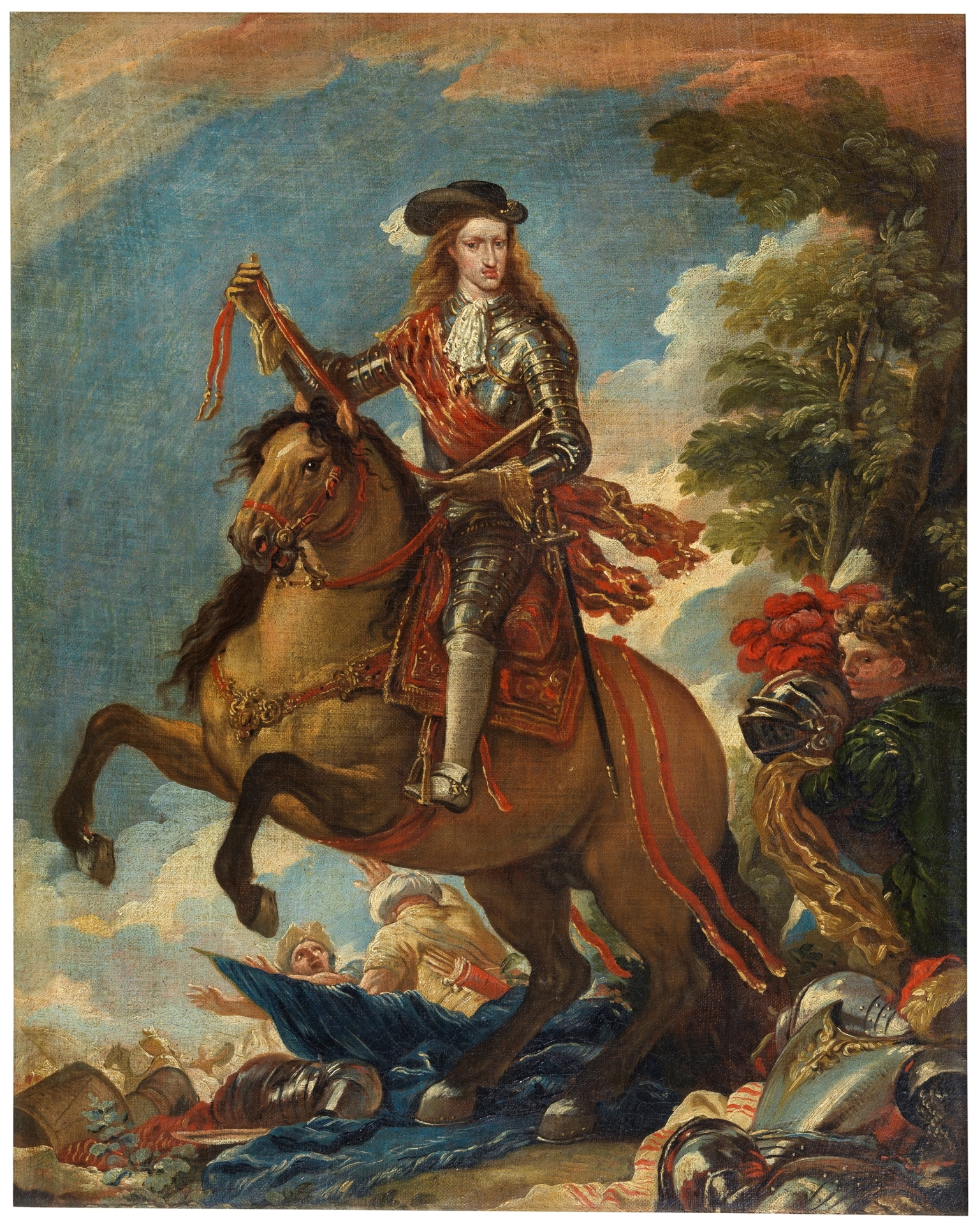
Retrato ecuestre de Carlos II, obra de Luca Giordano.

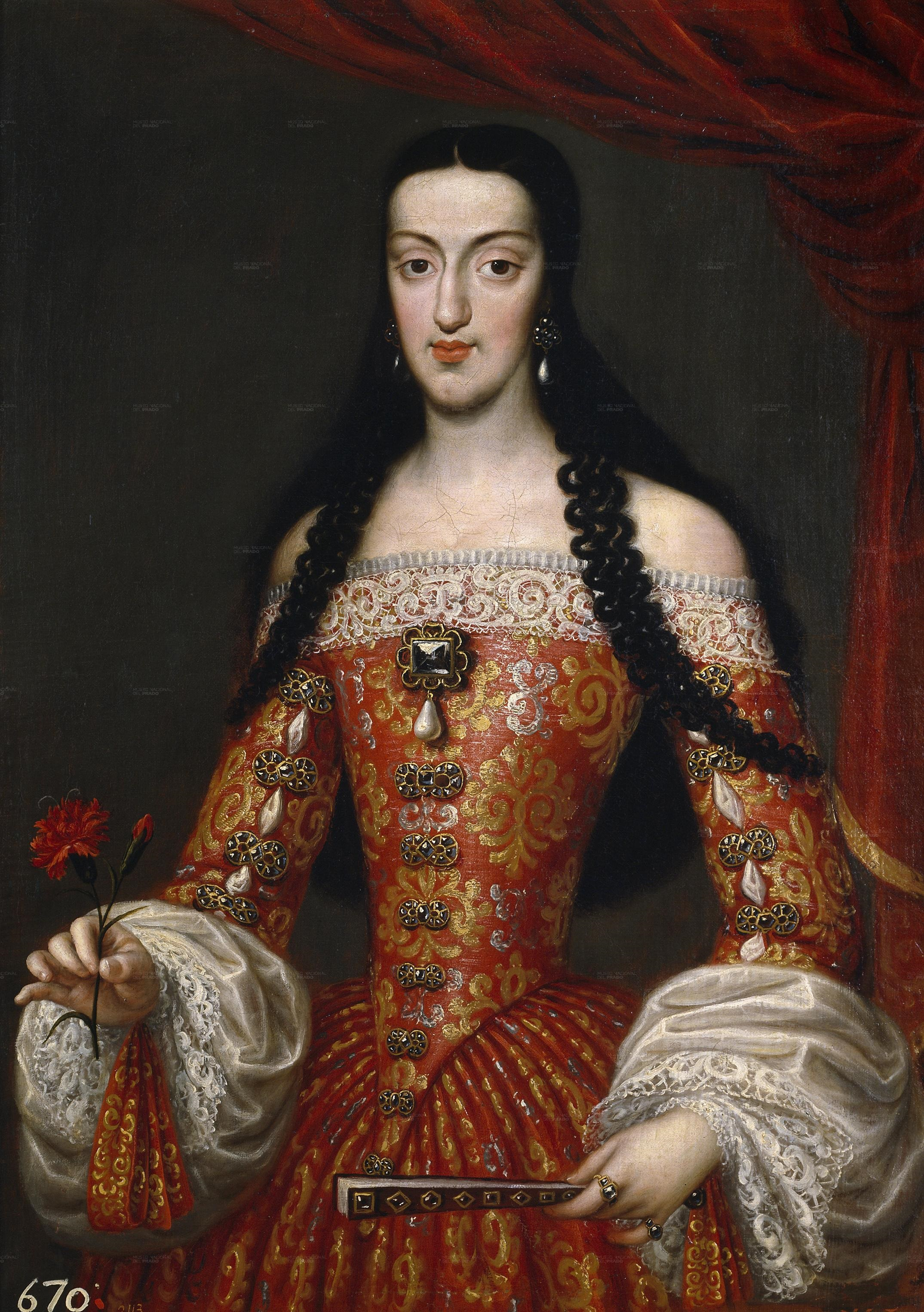
Retrato de María Luisa de Orleans, reina de España, por José García Hidalgo (c. 1679).

Carlos II fue proclamado rey en 1665, a los tres años. Era una persona educada por teólogos, pero su mala salud (larga lactancia que derivó en raquitismo, epilepsia...) hacía suponer que moriría joven, por lo que se le sobreprotegió y se descuidó su educación en las tareas de gobierno. A los diez años alcanzó, sin embargo, a conocer por medio de su preceptor, el ya anciano Francisco Ramos del Manzano, los rudimentos de la lectura y de la escritura en español y latín, y la geografía más general, además de haber leído con gusto epítomes (resúmenes) de las crónicas de su familia y antepasados, los reyes de España, aunque solo aquellos de virtudes ejemplares. En esas fechas la lucha contra Valenzuela aumentó hasta que doce años después, en 1677, Juan José de Austria marchó sobre Madrid y tomó el poder apoyándose en la nobleza. Valenzuela fue desterrado y la Reina madre abandonó la Corte fijando su residencia en el Alcázar de Toledo. Juan José de Austria, con el apoyo popular, se convirtió en el nuevo valido. Éste cambió la preparación de su regio hermanastro dando su dirección a un manual para la educación del príncipe editado en 1678, El cetro con ojos, de Andrés Ferrer de Valdecebro, que consagraba su obra a don Juan, aunque la dedicaba a Carlos II y proclamaba que la insistencia en el trabajo era la clave del éxito.
Su gobierno quedó ensombrecido por la lucha política contra sus adversarios y la dramática situación de la monarquía hispánica, obligada a ceder el Franco Condado a Francia mediante la Paz de Nimega en 1678. Con la breve excepción del viaje de Carlos II en 1677 a las Cortes de Aragón para jurar sus fueros, todo fueron para el hermanastro frustraciones una detrás de otra. Las crisis de subsistencia en Castilla habían sido particularmente agudas y las guerras de Devolución (1667-1668) y sobre todo la de Mesina (1674-1678) iniciada por una revuelta de los Molvizos contra los Merlos proespañoles, habían dejado las arcas reales tan vacías que don Juan José de Austria tuvo que pedir a la nobleza un donativo "voluntario" en abril de 1679, que la mayor parte rehusó pagar, ofendida por el estrecho control y cerco a que había sometido las audiencias y las cartas y notas recibidas y respondidas por el Rey, a quien aisló además de su madre. El disgusto por tal rechazo, y unas fiebres palúdicas recurrentes que padecía, lo condujeron a la tumba al año siguiente del matrimonio del rey, el 17 de septiembre de 1679, a la edad de cincuenta años, sin haber podido desarrollar las reformas hacendísticas y administrativas que pretendía. El rey se había casado en 1678, con 18 años de edad, con María Luisa de Orleans, sobrina de Luis XIV de Francia. Y María Luisa, aunque nunca llegó a estar verdaderamente enamorada de su marido, con el paso de los años llegó a sentir un genuino afecto hacia él; Carlos, por su parte, amaba tiernamente a su esposa. Pero no pudo darle un sucesor y la reina llegó a realizar peregrinaciones y a venerar reliquias sagradas; finalmente murió en 1689, dejando al rey sin heredero y en un estado depresivo, tal vez por las pócimas que le hacían tomar para aumentar su fertilidad.

### Los hombres de Carlos II reflotan la economía

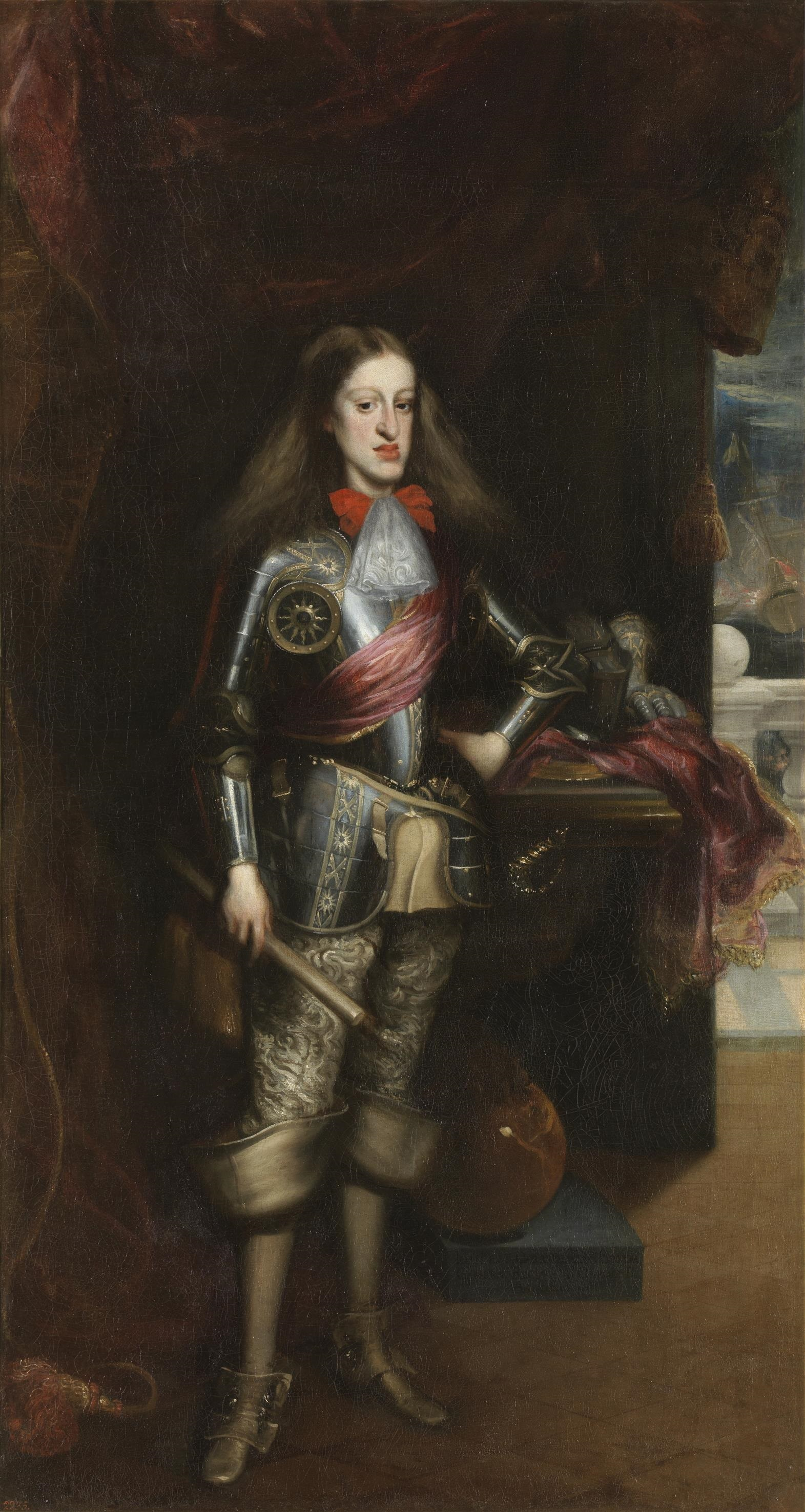
Carlos II en armadura (1681), obra de Juan Carreño de Miranda.

El rey Carlos II, plenamente consciente de su incapacidad para asumir las funciones de gobierno, tuvo el buen criterio de poner al frente de los cargos más importantes a personas bien preparadas. Autores como Ribot García (2006) opinan que quizá subestimaba su propia capacidad. Las primeras medidas para reducir la galopante inflación, evitar el déficit permanente y llenar las arcas reales las puso en práctica Fernando de Valenzuela, pero estuvo poco tiempo al frente de las finanzas y sus medidas no tuvieron tiempo de fructificar.
La medidas emprendidas por Valenzuela las retomó juiciosamente el siguiente valido Juan Francisco de la Cerda, duque de Medinaceli (1680-1685). Pese a que sus disputas con la Reina y otras personas influyentes fueron numerosas, de la Cerda ostenta el mérito de conseguir una de las mayores deflaciones de la Historia antes de dimitir de su cargo, lo cual fue perjudicial para las arcas públicas, pero muy beneficioso para los súbditos del Rey, primer paso para una recuperación económica.

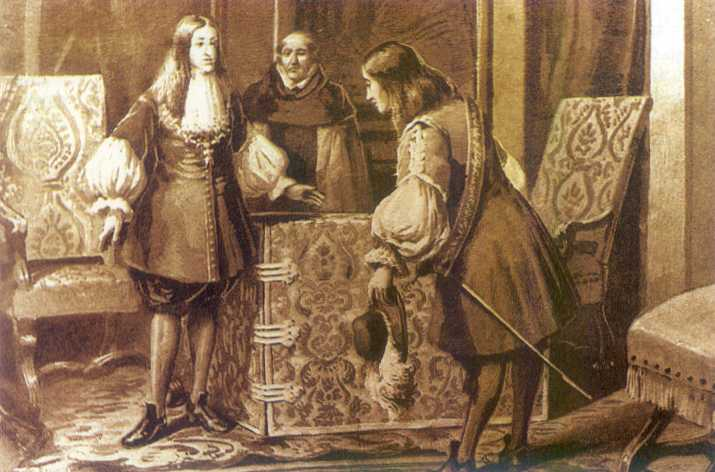
La destitución del VIII conde de Oropesa por parte de Carlos II tras el motín de los Gatos de 1699

Tras el abandono del duque de Medinaceli ocupa su lugar Manuel Joaquín Álvarez de Toledo-Portugal y Pimentel, conde de Oropesa (1685-1691), quien continúa con la política de colocar en los puestos claves a personas conocedoras de la materia y no a nobles por el mero hecho de serlo. Bajo sus directrices se creó la Superintendencia General de la Real Hacienda, presidida por el marqués de Vélez. Sus objetivos fueron conocer el techo de gasto elaborando un presupuesto desde cero, condonar las deudas a los municipios para permitirles recuperarse, reducir los impuestos y terminar con los gastos suntuosos, entre los más importantes.
Con todas estas medidas el reinado de Carlos II en lo económico ha sido calificado por autores comoRibot García (2006) como "un remanso de paz", aliviando la presión sobre sus súbditos, permitiendo el superávit y acabando con las sucesivas bancarrotas en las que incurrieron su padre, su abuelo y hasta su bisabuelo. Además de posibilitar la llegada de fondos que sorprendieron gratamente a su sucesor años después.

"El estudio de la época de Carlos II es que este Habsburgo no fue un mal rey. Era feo y tenía mala salud, pero no era idiota ni vago, sino, en realidad, muy consciente de sus obligaciones. Solo muy recientemente se ha puesto en duda la puesta en escena tradicional que los franceses promocionaron de una España depauperada, atrasada y putrefacta durante el reinado de Carlos II. Son muchos los éxitos que dejó al morir este monarca desconocido como ningún otro. Y han sido necesarios (¡tres siglos!) para que empiece a verse su persona y su gobierno bajo otra luz. Sabedor de que su debilidad física le vetaba grandes esfuerzos, Carlos II se ocupó de que las tareas de gobierno fueran a parar a hombres con capacidad. Así, por ejemplo, nos encontramos con que en pocos años se pasa de tener un problema serio de inflación y déficit a tener superávit y los precios controlados. Los ministros de Carlos II consiguieron una deflación espectacular. Lo que se hizo fue actuar eficazmente sobre la economía, pero no escribir papeles y más papeles sobre lo que había que hacer, llenos de buenas palabras y buenas intenciones pero inútiles en la vida real. De esto veremos mucho en la época afrancesada. Cuando Felipe V llegó a Madrid, se encontró con un superávit en la Hacienda Real, y esto, al venir como venía del endeudamiento perpetuo de la corte luisina, lo dejó pasmado".
Elvira Roca Barea

### «Todos mis reinos y dominios sin excepción de ninguna parte de ellos»

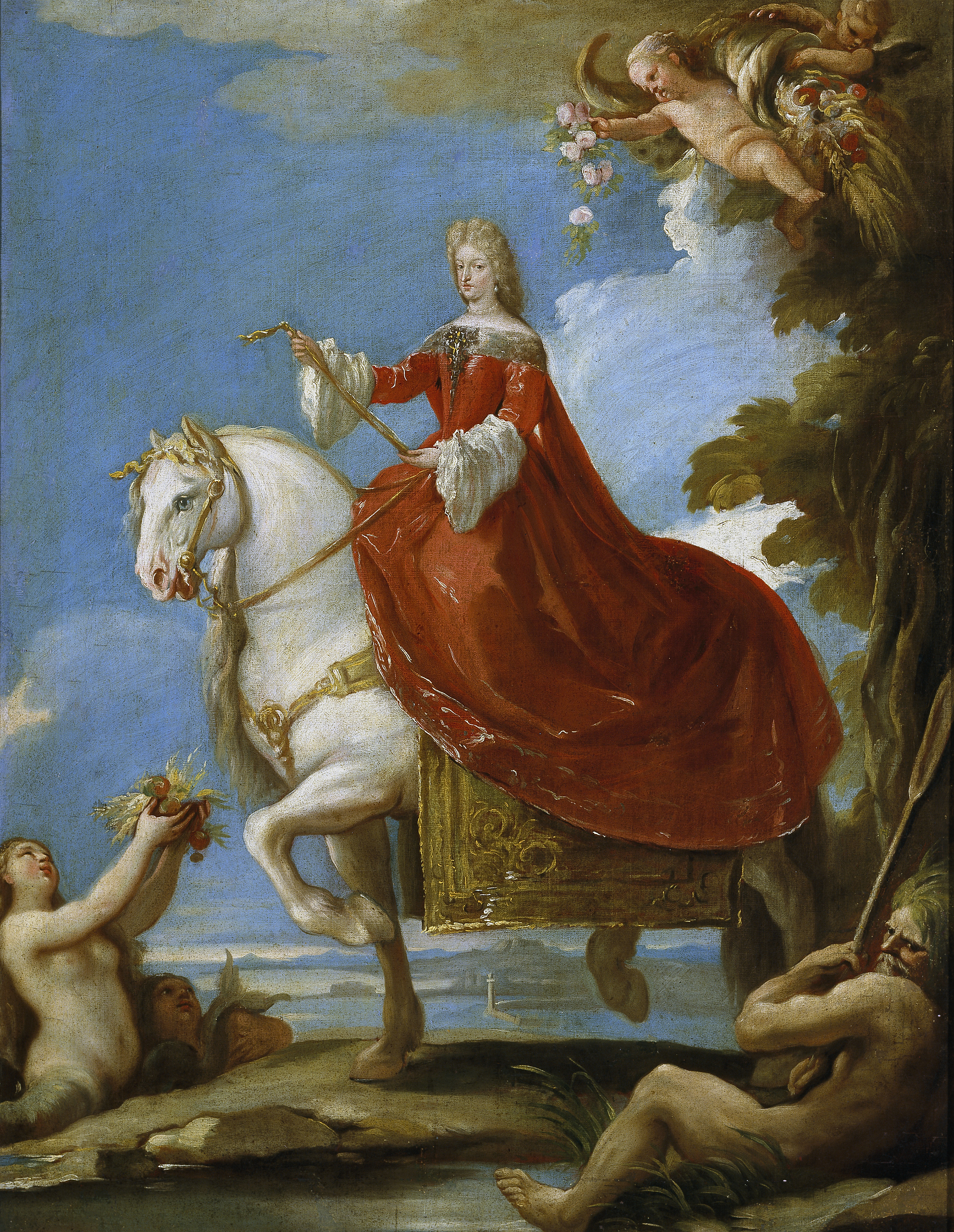
Mariana del Palatinado-Neoburgo a caballo, por Luca Giordano, Museo del Prado, Madrid.

Al enfrentamiento con la tradicional aristocracia y la Iglesia, y su falta de sintonía con la nueva reina, Mariana de Neoburgo, segunda esposa del rey, se unieron los desastres de la guerra contra Francia —pérdida de Luxemburgo por la Tregua de Ratisbona en 1684, invasión francesa de Cataluña en 1691— que precipitaron la caída de Álvarez de Toledo-Portugal y Pimentel, en junio de 1691.
Se produjo la llamada Segunda Germanía, una revuelta campesina que tuvo lugar en julio de 1693 -en la última década del reinado de Carlos II de España- en las comarcas centrales del Reino de Valencia y que algunos historiadores relacionan con la insurrección austracista de los maulets de 1705, en plena Guerra de Sucesión Española. Numerosos campesinos se negaron a pagar impuestos a los nobles sin que acreditaran con algún documento que estaban autorizados a hacerlo. 

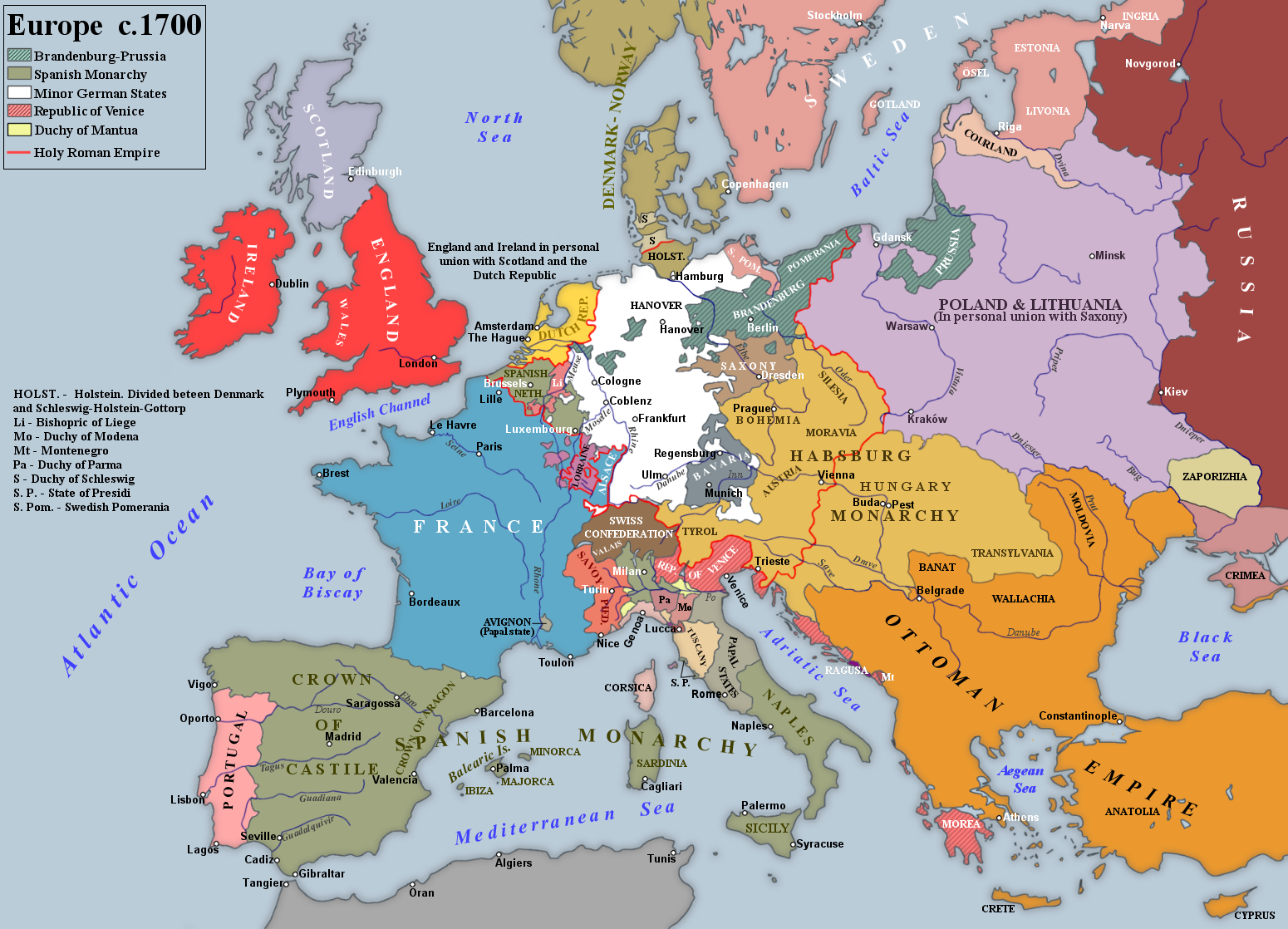
Mapa de Europa en 1700 (en inglés), después del Tratado de Rijswijk.

Uno de los hechos más importantes que cambiaría más tarde la monarquía hispánica fue la Paz de Ryswick, firmada con Francia en 1697 después de la ocupación francesa en el Palatinado. La consecuencia más importante de esta paz fue la posibilidad de Francia de acceder al trono de la Corona española.

## El problema sucesorio

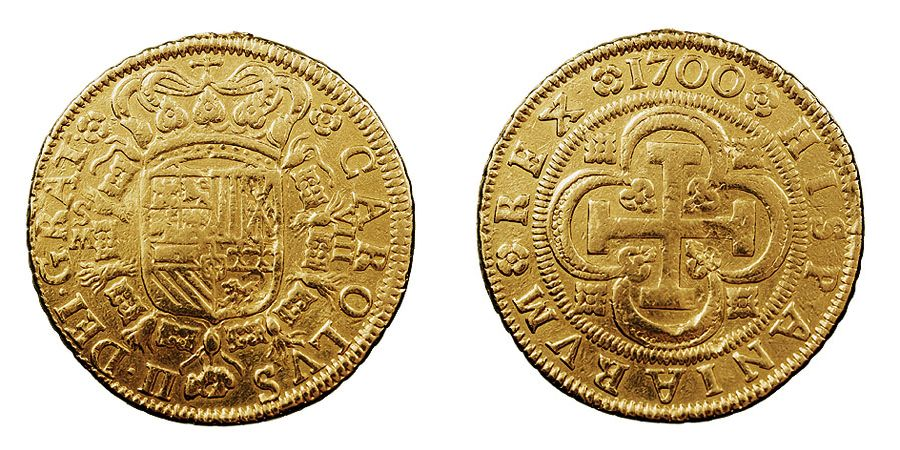
Moneda española de oro acuñada en 1700, el año de la muerte de Carlos II.

Si bien Carlos al parecer amaba a María Luisa, ella fue culpada por no poder dar a luz un heredero, a pesar de que los primitivos tratamientos de fertilidad a los que se sometió le dieron graves problemas estomacales. Ha existido un debate considerable respecto a si Carlos era impotente, y de ser así, su causa. Con base en entrevistas privadas con María Luisa, es posible que haya sufrido de eyaculación precoz. La idea de que esto fue resultado de la endogamia no ha sido completamente demostrada, y algunos estudios científicos han puesto en duda cualquier vínculo entre la fertilidad y la consanguinidad.En cualquier caso, tras la muerte de María Luisa en febrero de 1689, Carlos se casó con Mariana de Neoburgo, hija de Felipe Guillermo de Neoburgo, Elector del Palatinado y cuñada del emperador Leopoldo, que fue escogida en parte porque su familia era famosa por su fertilidad.
A pesar de estas esperanzas, Mariana no tuvo éxito tampoco en dar a luz un heredero, casi que con certeza debido a que Carlos era incapaz físicamente de hacerlo para este momento. Su autopsia reveló después que el único testículo que le quedaba estaba atrofiado. La cuestión de la sucesión se hizo pues cada vez más urgente. Aunque en los últimos años de su reinado el rey decidió gobernar personalmente, su manifiesta incapacidad puso el ejercicio del poder en manos de su segunda esposa (por poderes), la reina Mariana de Neoburgo, aconsejada por el arzobispo de Toledo, el cardenal Luis Fernández Portocarrero. Según un embajador francés, durante los últimos años el rey se encontraba en estado muy precario: «Su mal, más que una enfermedad concreta, es un agotamiento general».
Mariana, la madre de Carlos, murió el 16 de mayo de 1696, con lo cual Mariana de Neoburgo tomó control del acceso a Carlos.Era claro para entonces que la salud de Carlos finalmente empezaba a fallar, y llegar a un acuerdo respecto a un sucesor se hizo aún más urgente. La Guerra de los Nueve Años había mostrado que Francia no podría alcanzar sus objetivos por sí sola. El Tratado de Rijswijk fue resultado del agotamiento mutuo y de la búsqueda de parte de Luis XIV de aliados anticipando una disputa sobre el trono español. Leopoldo I se rehusaba a firmar puesto que el acuerdo dejaba el asunto sin resolver, y solo lo hizo a regañadientes en octubre de 1697, aunque lo veía solamente como una pausa en las hostilidades.
Dada la falta de posteridad directa del rey, comenzó una compleja red de intrigas palaciegas en torno de la sucesión. Este asunto, convertido en cuestión de Estado, consumió los esfuerzos de la diplomacia europea. Tras la muerte del heredero pactado, José Fernando de Baviera, en 1699, el rey Carlos II hizo testamento el 3 de octubre de 1700 en favor de Felipe de Anjou, nieto de Luis XIV de Francia y de su hermana, la infanta María Teresa de Austria (1638–1683), la mayor de las hijas de Felipe IV. Esta candidatura era apoyada por el cardenal Portocarrero. La cláusula 13 del susodicho testamento rezaba:

Reconociendo, conforme a diversas consultas de ministro de Estado y Justicia, que la razón en que se funda la renuncia de las señoras doña Ana y doña María Teresa, reinas de Francia, mi tía y mi hermana, a la sucesión de estos reinos, fue evitar el perjuicio de unirse a la Corona de Francia; y reconociendo que, viniendo a cesar este motivo fundamental, subsiste el derecho de la sucesión en el pariente más inmediato, conforme a las leyes de estos Reinos, y que hoy se verifica este caso en el hijo segundo del Delfín de Francia: por tanto, arreglándome a dichas leyes, declaro ser mi sucesor, en caso de que Dios me lleve sin dejar hijos, al Duque de Anjou, hijo segundo del Delfín, y como tal le llamo a la sucesión de todos mis Reinos y dominios, sin excepción de ninguna parte de ellos. Y mando y ordeno a todos mis súbditos y vasallos de todos mis Reinos y señoríos que en el caso referido de que Dios me lleve sin sucesión legítima le tengan y reconozcan por su rey y señor natural, y se le dé luego, y sin la menor dilación, la posesión actual, precediendo el juramento que debe hacer de observar las leyes, fueros y costumbres de dichos mis Reinos y señoríos.

Mariana de Neoburgo, en cambio, apoyaba las pretensiones de su sobrino, el archiduque Carlos de Austria, hijo del emperador Leopoldo I de Habsburgo. Las pretensiones del archiduque austríaco fueron respaldadas por Inglaterra y Países Bajos, las tradicionales enemigas de España durante el siglo XVII, que además rivalizaban con la Francia hegemónica de Luis XIV. Aunque el hechizado Carlos fuera manipulado por su entorno para apuntalar la candidatura del Borbón, este ya se anteponía a su rival por derecho dinástico ya que contaba con más ascendientes españoles que su rival austríaco.
Carlos II, último de los Habsburgo españoles, falleció el 1 de noviembre de 1700, a los 38 años, aunque aparentaba una mayor edad. Según el médico forense, el cadáver de Carlos «no tenía ni una sola gota de sangre, el corazón apareció del tamaño de un grano de pimienta, los pulmones corroídos, los intestinos putrefactos y gangrenados, tenía un solo testículo negro como el carbón y la cabeza llena de agua».
Se dice que en el momento de expirar se vio en Madrid brillar al planeta Venus junto al Sol, lo cual se consideró un milagro. Al mismo tiempo, en la lejana Bruselas, donde evidentemente no habían llegado aún las noticias de la muerte del rey, se cantó un Tedeum en la iglesia de Santa Gúdula por su recuperación. Al enterarse de esto, el astrólogo Van Velen exclamó que rezaban por la mejoría del monarca cuando en realidad acababa de fallecer.
El 6 de noviembre la noticia del fallecimiento del rey Carlos II llegó a Versalles. El 16 del mismo mes Luis XIV anunció que aceptaba lo estipulado en el testamento del rey español. El ya Felipe V de España partió hacia Madrid, a donde llegó el 22 de enero de 1701. La tensión entre Francia y España y el resto de potencias europeas, que ya desde un principio desconfiaban del poder que iban a acumular los Borbones, aumentó debido a una serie de errores políticos cometidos en las cortes de Versalles y Madrid. Austria, que no reconocía a Felipe V como rey, envió un ejército hacia los territorios españoles en Italia, sin previa declaración de guerra. El primer encuentro entre este ejército y el francés se produjo en Carpi el 9 de julio. El 7 de septiembre Inglaterra, las Provincias Unidas y Austria firmaron el Tratado de La Haya y en mayo de 1702 todos declararon la guerra a Francia y España, indica Martínez Shaw.

## Semblanza del rey

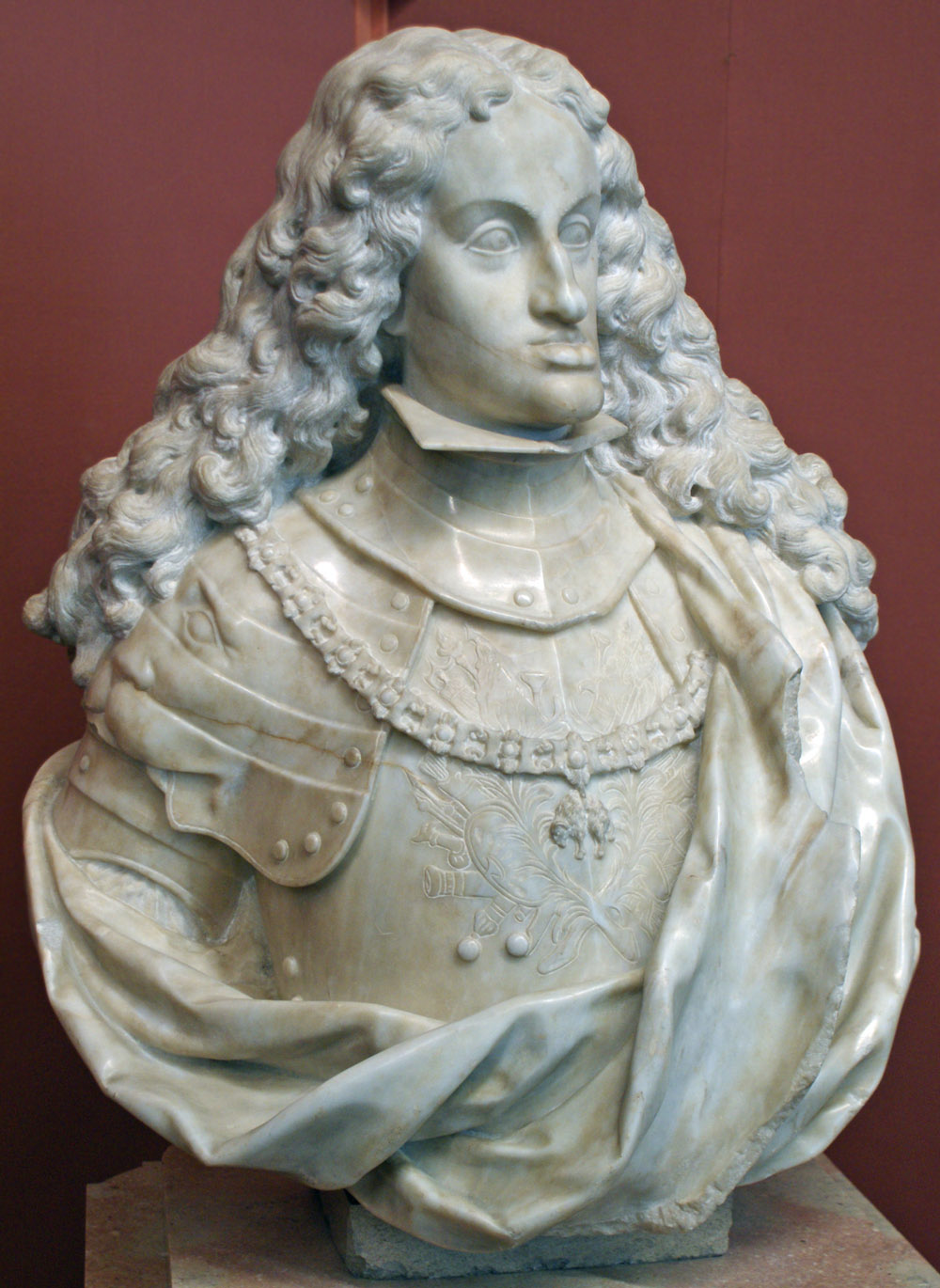
Busto de mármol de Carlos II, conservado en el Museo de Historia del Arte de Viena.

Cuando el joven rey tenía veinte años, su figura y deplorable estado llegarían a impresionar al nuncio papal:

El rey es más bien bajo que alto, no mal formado, feo de rostro; tiene el cuello largo, la cara larga y como encorvada hacia arriba; el labio inferior típico de los Austria; ojos no muy grandes, de color azul turquesa y cutis fino y delicado. El cabello es rubio y largo, y lo lleva peinado para atrás, de modo que las orejas quedan al descubierto. No puede enderezar su cuerpo sino cuando camina, a menos de arrimarse a una pared, una mesa u otra cosa. Su cuerpo es tan débil como su mente. De vez en cuando da señales de inteligencia, de memoria y de cierta vivacidad, pero no ahora; por lo común tiene un aspecto lento e indiferente, torpe e indolente, pareciendo estupefacto. Se puede hacer con él lo que se desee, pues carece de voluntad propia.
Pfandl (1947, p. 386)

## En la literatura y el cine

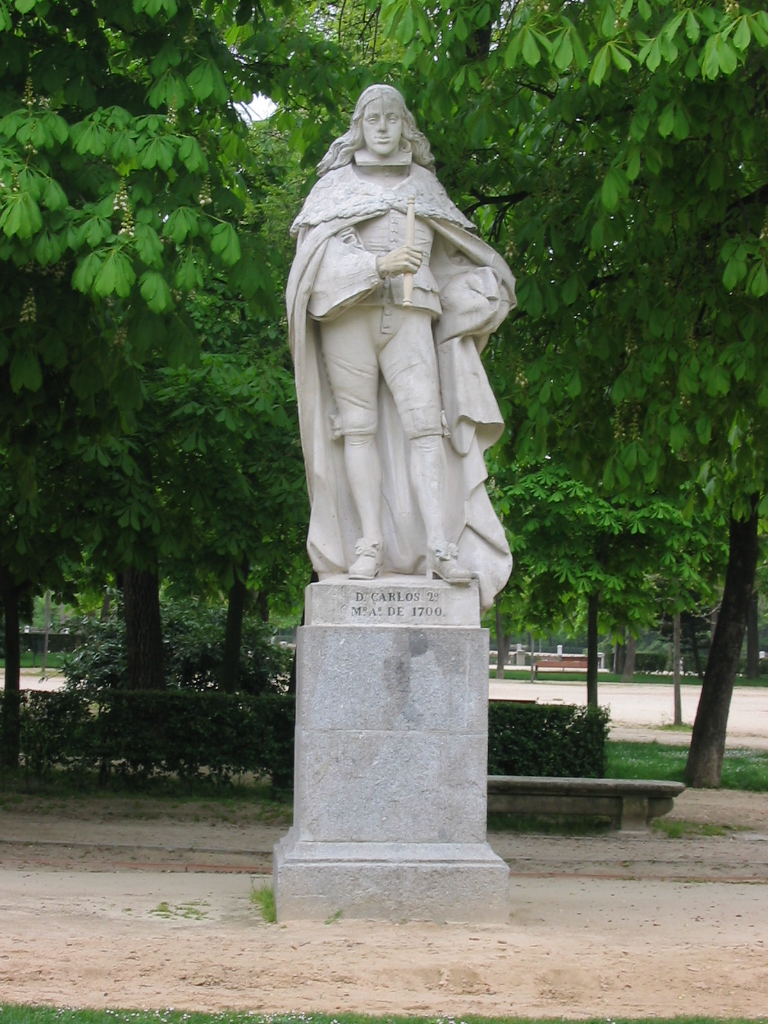
Escultura de Carlos II en el Parque del Retiro de Madrid.

El dramaturgo del romanticismo Antonio Gil y Zárate compuso una famosa pieza teatral, Carlos II (1837). Francisco Ayala le dedicó "El hechizado", uno de los seis relatos de Los usurpadores (1949). Y Ramón J. Sender la novela histórica Carolus Rex (1963).
En 1980, se estrena una película de la mano del director Carles Mira titulada Jalea Real. Se trata de una comedia esperpéntica donde el rey realiza cómicos esfuerzos por dejar un heredero al trono. El monarca es interpretado por el actor Mario Pardo.

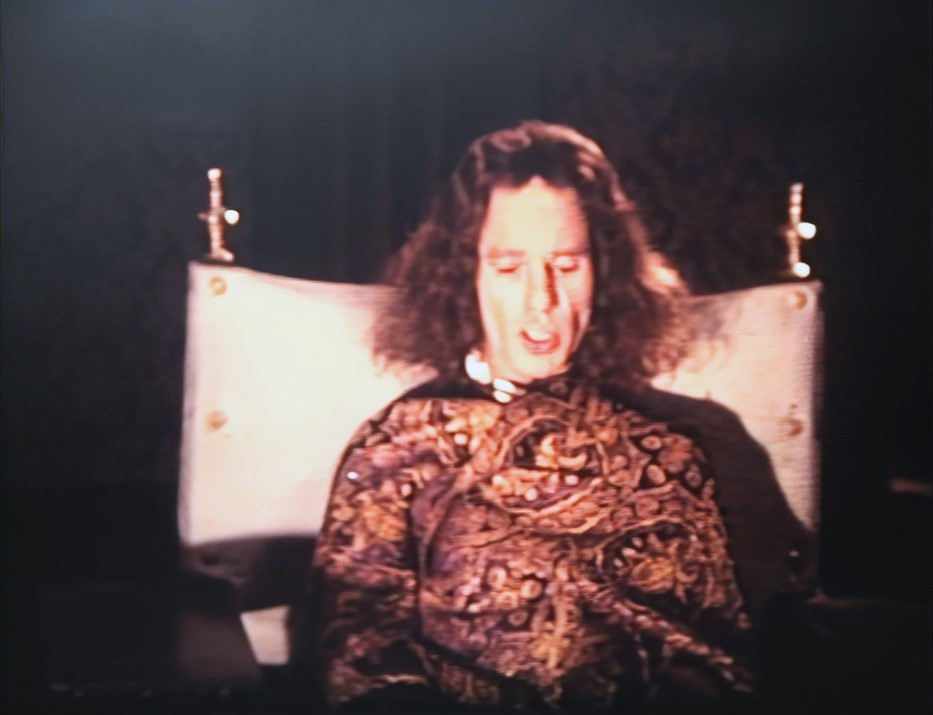
Mario Pardo caracterizado como Carlos II en la película "Jalea Real". Fotograma del "Making of" realizado en Super 8.

## Ancestros
Según una investigación realizada y publicada a principios de 2016 por los investigadores Gonzalo Álvarez y Francisco Ceballos, del Departamento de Genética de la Universidad de Santiago de Compostela sobre la consanguinidad de los Austrias españoles, el rey Carlos II presentaba un coeficiente de consanguinidad muy alto, del 25,4%, siendo ligeramente superior al alcanzado en una relación incestuosa entre padres e hijos o entre hermanos (25%).
Los padres de Carlos II eran tío y sobrina entre sí, pero, además, sus abuelos paternos eran primos segundos y sus abuelos maternos, primos terceros.
Todos sus abuelos llevaban el apellido de Austria. De sus ocho bisabuelos, seis también compartían el apellido de Austria. De sus dieciséis tatarabuelos, nueve también compartían apellido.
Además de ser varios bisabuelos también tatarabuelos, y sus abuelos paternos eran también bisabuelos por parte de madre. En definitiva, este enredo familiar lo convierte en un monarca con un coeficiente de consanguinidad muy elevado, lo que muy probablemente propició la precaria salud del rey durante su vida y la incapacidad de engendrar un heredero.
| \| \| \| \| \| \| \| \| \| \| \| \| \| \| \| \| \| \| \| \| 16. Carlos I de España \| \| \| \| \| \| \| \| \| \| \| \| \| \| \| \| \| \| \| \| \| \| \| \| \| \| \| \| \| \| \| \| \| \| \| \| \| \| \| \| \| \| \| \| \| \| \| \| \| \| \| \| \| \| 8. Felipe II de España (=28) \| \| \| \| \| \| \| \| \| \| \| \| \| \| \| \| \| \| \| \| \| \| \| \| \| \| \| \| \| \| \| \| \| \| \| \| \| \| \| \| \| \| \| \| \| \| \| \| \| \| \| \| \| \| 17. Isabel de Portugal \| \| \| \| \| \| \| \| \| \| \| \| \| \| \| \| \| \| \| \| \| \| \| \| \| \| \| \| \| \| \| \| \| \| \| \| \| \| \| \| \| \| \| \| \| \| \| \| \| \| \| \| \| \| 4. Felipe III de España (=14) \| \| \| \| \| \| \| \| \| \| \| \| \| \| \| \| \| \| \| \| \| \| \| \| \| \| \| \| \| \| \| \| \| \| \| \| \| \| \| \| \| \| \| \| \| \| \| \| \| \| \| \| \| \| 18. Maximiliano II de Alemania \| \| \| \| \| \| \| \| \| \| \| \| \| \| \| \| \| \| \| \| \| \| \| \| \| \| \| \| \| \| \| \| \| \| \| \| \| \| \| \| \| \| \| \| \| \| \| \| \| \| \| \| \| \| 9. Ana de Austria (=29) \| \| \| \| \| \| \| \| \| \| \| \| \| \| \| \| \| \| \| \| \| \| \| \| \| \| \| \| \| \| \| \| \| \| \| \| \| \| \| \| \| \| \| \| \| \| \| \| \| \| \| \| \| \| 19. María de Austria y Portugal \| \| \| \| \| \| \| \| \| \| \| \| \| \| \| \| \| \| \| \| \| \| \| \| \| \| \| \| \| \| \| \| \| \| \| \| \| \| \| \| \| \| \| \| \| \| \| \| \| \| \| \| \| \| 2. Felipe IV de España \| \| \| \| \| \| \| \| \| \| \| \| \| \| \| \| \| \| \| \| \| \| \| \| \| \| \| \| \| \| \| \| \| \| \| \| \| \| \| \| \| \| \| \| \| \| \| \| \| \| \| \| \| \| 20. Fernando I de Alemania \| \| \| \| \| \| \| \| \| \| \| \| \| \| \| \| \| \| \| \| \| \| \| \| \| \| \| \| \| \| \| \| \| \| \| \| \| \| \| \| \| \| \| \| \| \| \| \| \| \| \| \| \| \| 10. Carlos II de Estiria (=24/30) \| \| \| \| \| \| \| \| \| \| \| \| \| \| \| \| \| \| \| \| \| \| \| \| \| \| \| \| \| \| \| \| \| \| \| \| \| \| \| \| \| \| \| \| \| \| \| \| \| \| \| \| \| \| 21. Ana de Bohemia y Hungría \| \| \| \| \| \| \| \| \| \| \| \| \| \| \| \| \| \| \| \| \| \| \| \| \| \| \| \| \| \| \| \| \| \| \| \| \| \| \| \| \| \| \| \| \| \| \| \| \| \| \| \| \| \| 5. Margarita de Austria-Estiria (=15) \| \| \| \| \| \| \| \| \| \| \| \| \| \| \| \| \| \| \| \| \| \| \| \| \| \| \| \| \| \| \| \| \| \| \| \| \| \| \| \| \| \| \| \| \| \| \| \| \| \| \| \| \| \| 22. Alberto V de Baviera \| \| \| \| \| \| \| \| \| \| \| \| \| \| \| \| \| \| \| \| \| \| \| \| \| \| \| \| \| \| \| \| \| \| \| \| \| \| \| \| \| \| \| \| \| \| \| \| \| \| \| \| \| \| 11. María Ana de Baviera (=25/31) \| \| \| \| \| \| \| \| \| \| \| \| \| \| \| \| \| \| \| \| \| \| \| \| \| \| \| \| \| \| \| \| \| \| \| \| \| \| \| \| \| \| \| \| \| \| \| \| \| \| \| \| \| \| 23. Ana de Austria-Jagellón \| \| \| \| \| \| \| \| \| \| \| \| \| \| \| \| \| \| \| \| \| \| \| \| \| \| \| \| \| \| \| \| \| \| \| \| \| \| \| \| \| \| \| \| \| \| \| \| \| \| \| \| \| \| 1. Carlos II de España \| \| \| \| \| \| \| \| \| \| \| \| \| \| \| \| \| \| \| \| \| \| \| \| \| \| \| \| \| \| \| \| \| \| \| \| \| \| \| \| \| \| \| \| \| \| \| \| \| \| \| \| \| \| 24. Carlos II de Estiria (=10/30) \| \| \| \| \| \| \| \| \| \| \| \| \| \| \| \| \| \| \| \| \| \| \| \| \| \| \| \| \| \| \| \| \| \| \| \| \| \| \| \| \| \| \| \| \| \| \| \| \| \| \| \| \| \| 12. Fernando II de Alemania \| \| \| \| \| \| \| \| \| \| \| \| \| \| \| \| \| \| \| \| \| \| \| \| \| \| \| \| \| \| \| \| \| \| \| \| \| \| \| \| \| \| \| \| \| \| \| \| \| \| \| \| \| \| 25. María Ana de Baviera (=11/31) \| \| \| \| \| \| \| \| \| \| \| \| \| \| \| \| \| \| \| \| \| \| \| \| \| \| \| \| \| \| \| \| \| \| \| \| \| \| \| \| \| \| \| \| \| \| \| \| \| \| \| \| \| \| 6. Fernando III de Alemania \| \| \| \| \| \| \| \| \| \| \| \| \| \| \| \| \| \| \| \| \| \| \| \| \| \| \| \| \| \| \| \| \| \| \| \| \| \| \| \| \| \| \| \| \| \| \| \| \| \| \| \| \| \| 26. Guillermo V de Baviera \| \| \| \| \| \| \| \| \| \| \| \| \| \| \| \| \| \| \| \| \| \| \| \| \| \| \| \| \| \| \| \| \| \| \| \| \| \| \| \| \| \| \| \| \| \| \| \| \| \| \| \| \| \| 13. María Ana de Baviera \| \| \| \| \| \| \| \| \| \| \| \| \| \| \| \| \| \| \| \| \| \| \| \| \| \| \| \| \| \| \| \| \| \| \| \| \| \| \| \| \| \| \| \| \| \| \| \| \| \| \| \| \| \| 27. Renata de Lorena \| \| \| \| \| \| \| \| \| \| \| \| \| \| \| \| \| \| \| \| \| \| \| \| \| \| \| \| \| \| \| \| \| \| \| \| \| \| \| \| \| \| \| \| \| \| \| \| \| \| \| \| \| \| 3. Mariana de Austria \| \| \| \| \| \| \| \| \| \| \| \| \| \| \| \| \| \| \| \| \| \| \| \| \| \| \| \| \| \| \| \| \| \| \| \| \| \| \| \| \| \| \| \| \| \| \| \| \| \| \| \| \| \| 28. Felipe II de España (=8) \| \| \| \| \| \| \| \| \| \| \| \| \| \| \| \| \| \| \| \| \| \| \| \| \| \| \| \| \| \| \| \| \| \| \| \| \| \| \| \| \| \| \| \| \| \| \| \| \| \| \| \| \| \| 14. Felipe III de España (=4) \| \| \| \| \| \| \| \| \| \| \| \| \| \| \| \| \| \| \| \| \| \| \| \| \| \| \| \| \| \| \| \| \| \| \| \| \| \| \| \| \| \| \| \| \| \| \| \| \| \| \| \| \| \| 29. Ana de Austria (=9) \| \| \| \| \| \| \| \| \| \| \| \| \| \| \| \| \| \| \| \| \| \| \| \| \| \| \| \| \| \| \| \| \| \| \| \| \| \| \| \| \| \| \| \| \| \| \| \| \| \| \| \| \| \| 7. María Ana de Austria \| \| \| \| \| \| \| \| \| \| \| \| \| \| \| \| \| \| \| \| \| \| \| \| \| \| \| \| \| \| \| \| \| \| \| \| \| \| \| \| \| \| \| \| \| \| \| \| \| \| \| \| \| \| 30. Carlos II de Estiria (=10/24) \| \| \| \| \| \| \| \| \| \| \| \| \| \| \| \| \| \| \| \| \| \| \| \| \| \| \| \| \| \| \| \| \| \| \| \| \| \| \| \| \| \| \| \| \| \| \| \| \| \| \| \| \| \| 15. Margarita de Austria-Estiria (=5) \| \| \| \| \| \| \| \| \| \| \| \| \| \| \| \| \| \| \| \| \| \| \| \| \| \| \| \| \| \| \| \| \| \| \| \| \| \| \| \| \| \| \| \| \| \| \| \| \| \| \| \| \| \| 31. María Ana de Baviera (=11/25) \| \| \| \| \| \| \| \| \| \| \| \| \| \| \| \| \| \| \| \| \| \| \| \| \| \| \| \| \| \| \| \| \| \| \| \| \| \| \| \| \| \| \| \| \| \| \| \| \| \| \| \| |                                       |  |  |  |  |  |  |  |  |  |  |  |  |  |  |  |
| |                                       |  |  |  |  |  |  |  |  |  |  |  |  |  |  |  |
| | 16. Carlos I de España                |  |  |  |  |  |  |  |  |  |  |  |  |  |  |  |
| |                                       |  |  |  |  |  |  |  |  |  |  |  |  |  |  |  |
| |                                       |  |  |  |  |  |  |  |  |  |  |  |  |  |  |  |
| | 8. Felipe II de España (=28)          |  |  |  |  |  |  |  |  |  |  |  |  |  |  |  |
| |                                       |  |  |  |  |  |  |  |  |  |  |  |  |  |  |  |
| |                                       |  |  |  |  |  |  |  |  |  |  |  |  |  |  |  |
| | 17. Isabel de Portugal                |  |  |  |  |  |  |  |  |  |  |  |  |  |  |  |
| |                                       |  |  |  |  |  |  |  |  |  |  |  |  |  |  |  |
| |                                       |  |  |  |  |  |  |  |  |  |  |  |  |  |  |  |
| | 4. Felipe III de España (=14)         |  |  |  |  |  |  |  |  |  |  |  |  |  |  |  |
| |                                       |  |  |  |  |  |  |  |  |  |  |  |  |  |  |  |
| |                                       |  |  |  |  |  |  |  |  |  |  |  |  |  |  |  |
| | 18. Maximiliano II de Alemania        |  |  |  |  |  |  |  |  |  |  |  |  |  |  |  |
| |                                       |  |  |  |  |  |  |  |  |  |  |  |  |  |  |  |
| |                                       |  |  |  |  |  |  |  |  |  |  |  |  |  |  |  |
| | 9. Ana de Austria (=29)               |  |  |  |  |  |  |  |  |  |  |  |  |  |  |  |
| |                                       |  |  |  |  |  |  |  |  |  |  |  |  |  |  |  |
| |                                       |  |  |  |  |  |  |  |  |  |  |  |  |  |  |  |
| | 19. María de Austria y Portugal       |  |  |  |  |  |  |  |  |  |  |  |  |  |  |  |
| |                                       |  |  |  |  |  |  |  |  |  |  |  |  |  |  |  |
| |                                       |  |  |  |  |  |  |  |  |  |  |  |  |  |  |  |
| | 2. Felipe IV de España                |  |  |  |  |  |  |  |  |  |  |  |  |  |  |  |
| |                                       |  |  |  |  |  |  |  |  |  |  |  |  |  |  |  |
| |                                       |  |  |  |  |  |  |  |  |  |  |  |  |  |  |  |
| | 20. Fernando I de Alemania            |  |  |  |  |  |  |  |  |  |  |  |  |  |  |  |
| |                                       |  |  |  |  |  |  |  |  |  |  |  |  |  |  |  |
| |                                       |  |  |  |  |  |  |  |  |  |  |  |  |  |  |  |
| | 10. Carlos II de Estiria (=24/30)     |  |  |  |  |  |  |  |  |  |  |  |  |  |  |  |
| |                                       |  |  |  |  |  |  |  |  |  |  |  |  |  |  |  |
| |                                       |  |  |  |  |  |  |  |  |  |  |  |  |  |  |  |
| | 21. Ana de Bohemia y Hungría          |  |  |  |  |  |  |  |  |  |  |  |  |  |  |  |
| |                                       |  |  |  |  |  |  |  |  |  |  |  |  |  |  |  |
| |                                       |  |  |  |  |  |  |  |  |  |  |  |  |  |  |  |
| | 5. Margarita de Austria-Estiria (=15) |  |  |  |  |  |  |  |  |  |  |  |  |  |  |  |
| |                                       |  |  |  |  |  |  |  |  |  |  |  |  |  |  |  |
| |                                       |  |  |  |  |  |  |  |  |  |  |  |  |  |  |  |
| | 22. Alberto V de Baviera              |  |  |  |  |  |  |  |  |  |  |  |  |  |  |  |
| |                                       |  |  |  |  |  |  |  |  |  |  |  |  |  |  |  |
| |                                       |  |  |  |  |  |  |  |  |  |  |  |  |  |  |  |
| | 11. María Ana de Baviera (=25/31)     |  |  |  |  |  |  |  |  |  |  |  |  |  |  |  |
| |                                       |  |  |  |  |  |  |  |  |  |  |  |  |  |  |  |
| |                                       |  |  |  |  |  |  |  |  |  |  |  |  |  |  |  |
| | 23. Ana de Austria-Jagellón           |  |  |  |  |  |  |  |  |  |  |  |  |  |  |  |
| |                                       |  |  |  |  |  |  |  |  |  |  |  |  |  |  |  |
| |                                       |  |  |  |  |  |  |  |  |  |  |  |  |  |  |  |
| | 1. Carlos II de España                |  |  |  |  |  |  |  |  |  |  |  |  |  |  |  |
| |                                       |  |  |  |  |  |  |  |  |  |  |  |  |  |  |  |
| |                                       |  |  |  |  |  |  |  |  |  |  |  |  |  |  |  |
| | 24. Carlos II de Estiria (=10/30)     |  |  |  |  |  |  |  |  |  |  |  |  |  |  |  |
| |                                       |  |  |  |  |  |  |  |  |  |  |  |  |  |  |  |
| |                                       |  |  |  |  |  |  |  |  |  |  |  |  |  |  |  |
| | 12. Fernando II de Alemania           |  |  |  |  |  |  |  |  |  |  |  |  |  |  |  |
| |                                       |  |  |  |  |  |  |  |  |  |  |  |  |  |  |  |
| |                                       |  |  |  |  |  |  |  |  |  |  |  |  |  |  |  |
| | 25. María Ana de Baviera (=11/31)     |  |  |  |  |  |  |  |  |  |  |  |  |  |  |  |
| |                                       |  |  |  |  |  |  |  |  |  |  |  |  |  |  |  |
| |                                       |  |  |  |  |  |  |  |  |  |  |  |  |  |  |  |
| | 6. Fernando III de Alemania           |  |  |  |  |  |  |  |  |  |  |  |  |  |  |  |
| |                                       |  |  |  |  |  |  |  |  |  |  |  |  |  |  |  |
| |                                       |  |  |  |  |  |  |  |  |  |  |  |  |  |  |  |
| | 26. Guillermo V de Baviera            |  |  |  |  |  |  |  |  |  |  |  |  |  |  |  |
| |                                       |  |  |  |  |  |  |  |  |  |  |  |  |  |  |  |
| |                                       |  |  |  |  |  |  |  |  |  |  |  |  |  |  |  |
| | 13. María Ana de Baviera              |  |  |  |  |  |  |  |  |  |  |  |  |  |  |  |
| |                                       |  |  |  |  |  |  |  |  |  |  |  |  |  |  |  |
| |                                       |  |  |  |  |  |  |  |  |  |  |  |  |  |  |  |
| | 27. Renata de Lorena                  |  |  |  |  |  |  |  |  |  |  |  |  |  |  |  |
| |                                       |  |  |  |  |  |  |  |  |  |  |  |  |  |  |  |
| |                                       |  |  |  |  |  |  |  |  |  |  |  |  |  |  |  |
| | 3. Mariana de Austria                 |  |  |  |  |  |  |  |  |  |  |  |  |  |  |  |
| |                                       |  |  |  |  |  |  |  |  |  |  |  |  |  |  |  |
| |                                       |  |  |  |  |  |  |  |  |  |  |  |  |  |  |  |
| | 28. Felipe II de España (=8)          |  |  |  |  |  |  |  |  |  |  |  |  |  |  |  |
| |                                       |  |  |  |  |  |  |  |  |  |  |  |  |  |  |  |
| |                                       |  |  |  |  |  |  |  |  |  |  |  |  |  |  |  |
| | 14. Felipe III de España (=4)         |  |  |  |  |  |  |  |  |  |  |  |  |  |  |  |
| |                                       |  |  |  |  |  |  |  |  |  |  |  |  |  |  |  |
| |                                       |  |  |  |  |  |  |  |  |  |  |  |  |  |  |  |
| | 29. Ana de Austria (=9)               |  |  |  |  |  |  |  |  |  |  |  |  |  |  |  |
| |                                       |  |  |  |  |  |  |  |  |  |  |  |  |  |  |  |
| |                                       |  |  |  |  |  |  |  |  |  |  |  |  |  |  |  |
| | 7. María Ana de Austria               |  |  |  |  |  |  |  |  |  |  |  |  |  |  |  |
| |                                       |  |  |  |  |  |  |  |  |  |  |  |  |  |  |  |
| |                                       |  |  |  |  |  |  |  |  |  |  |  |  |  |  |  |
| | 30. Carlos II de Estiria (=10/24)     |  |  |  |  |  |  |  |  |  |  |  |  |  |  |  |
| |                                       |  |  |  |  |  |  |  |  |  |  |  |  |  |  |  |
| |                                       |  |  |  |  |  |  |  |  |  |  |  |  |  |  |  |
| | 15. Margarita de Austria-Estiria (=5) |  |  |  |  |  |  |  |  |  |  |  |  |  |  |  |
| |                                       |  |  |  |  |  |  |  |  |  |  |  |  |  |  |  |
| |                                       |  |  |  |  |  |  |  |  |  |  |  |  |  |  |  |
| | 31. María Ana de Baviera (=11/25)     |  |  |  |  |  |  |  |  |  |  |  |  |  |  |  |
| |                                       |  |  |  |  |  |  |  |  |  |  |  |  |  |  |  |
| |                                       |  |  |  |  |  |  |  |  |  |  |  |  |  |  |  |

## Sucesión
| Predecesor: Felipe Próspero de Austria | Príncipe de Asturias 1661-1665                                                                  | Sucesor: Luis de Borbón                            |
| Predecesor: Felipe IV de España        | Rey de España, Nápoles, Sicilia y Cerdeña Soberano de los Países Bajos Duque de Milán 1665-1700 | Sucesor: Felipe V de España                        |
| Predecesor: Felipe IV de España        | Conde de Borgoña 1665-1678                                                                      | Sucesor: Incorporado a Francia (Tratado de Nimega) |
| Predecesor: Felipe IV de España        | Conde de Charolais 1665-1684                                                                    | Sucesor: Luis II de Borbón-Condé                   |